# 井上敏樹 (競馬)
井上 敏樹（いのうえ としき、1994年12月5日 - ）は、日本の騎手、栗東トレーニングセンター厩舎所属。埼玉県秩父市出身。血液型はO型。2014年にデビュー。

## 来歴
中学2年生で乗馬を始め、騎手を志すようになった。
競馬学校出の同期の新人騎手よりも1歳年上である。その理由は、一般的には中学卒業後に競馬学校へ入るのだが、競馬学校への願書の提出期限に間に合わず、入学が1年ずれ込んだことによる。1年間高校に通ったのち、改めて競馬学校へ入学、2014年に騎手免許を取得して、中央競馬の騎手としてデビューした。同期には松若風馬らがいる。目標の騎手は武豊。
『競馬最強の法則』のライターである樋野竜司によれば「穴党注目の存在」としていた。井上は2015年5月頭の時点で、まだ通算14勝しかあげていないが、そのうち3勝は単勝100倍超の「大穴」馬によるものだからである。
2015年のスイートピーステークスで単勝164倍の人気薄トーセンナチュラルに騎乗して2着に入り、同馬はオークスの優先出走権を獲得した。しかし井上は当時GI競走騎乗の条件となる「通算31勝」に満たなかったため、同馬がオークスに出走するとしても、騎乗することはできなかった。
2019年以降、年間騎乗回数が100回を下回っており通算勝利数も2019年3勝、2020年1勝という状況が続いている。2023年2月から障害競走への騎乗も開始している。
2024年3月27日より、栗東トレーニングセンター所属へ移籍する事となった。所属厩舎は持たず、フリーの騎手として活動する。
同年4月21日、福島競馬第4競走・障害未勝利戦（14頭立て）で、単勝13番人気のパワータイショウに騎乗し、障害戦騎乗開始・栗東移籍後初勝利。2020年5月17日の東京競馬第3競走・3歳未勝利戦（平地競走）以来約4年ぶりの勝利となった。
2025年より障害競走に騎乗する騎手のうち「（障害競走に）初騎乗した日から5年間」に限り、新たに負担重量の減量が適用されることとなり、騎手免許取得から12年目の井上も障害競走（障害戦初騎乗日：2023年2月11日）に限っては負担重量の軽減が適用されることとなった。この制度を生かし、同年2月2日の小倉競馬第4競走・障害未勝利戦をコンテナワールドで勝利し、制度適用者として初の勝利（障害競走では通算2勝目）を挙げた。

## 騎乗成績
|      |            | 日付          | 競馬場・開催・レース | 競走名          | 馬名               | 頭数 | 人気 | 着順 |
| ---- | ---------- | ------------- | -------------------- | --------------- | ------------------ | ---- | ---- | ---- |
| 平地 | 初騎乗     | 2014年3月1日  | 2回中山1日1R         | 3歳未勝利       | ダイメイリシャール | 16頭 | 7    | 7着  |
| 平地 | 初勝利     | 2014年4月13日 | 3回中山6日8R         | 4歳上500万下    | バンクシー         | 11頭 | 4    | 1着  |
| 平地 | 重賞初騎乗 | 2015年7月19日 | 2回函館4日11R        | 函館記念        | サイモントルナーレ | 16頭 | 16   | 13着 |
| 障害 | 初騎乗     | 2023年2月11日 | 2回小倉1日4R         | 障害4歳上未勝利 | クリノサンシャイン | 12頭 | 12   | 9着  |
| 障害 | 初勝利     | 2024年4月21日 | 1回福島6日4R         | 障害4歳上未勝利 | パワータイショウ   | 14頭 | 13   | 1着  |
| 障害 | 重賞初騎乗 | 2024年6月22日 | 3回東京7日8R         | 東京JS          | ホッコーメヴィウス | 14頭 | 4    | 中止 |

| 年度   | 平地競走 | 平地競走 | 平地競走 | 平地競走 | 平地競走 | 平地競走 | 平地競走 | 障害競走 | 障害競走 | 障害競走 | 障害競走 | 障害競走 | 障害競走 | 障害競走 |
| 年度   | 1着      | 2着      | 3着      | 騎乗数   | 勝率     | 連対率   | 複勝率   | 1着      | 2着      | 3着      | 騎乗数   | 勝率     | 連対率   | 複勝率   |
| ------ | -------- | -------- | -------- | -------- | -------- | -------- | -------- | -------- | -------- | -------- | -------- | -------- | -------- | -------- |
| 2014年 | 7        | 7        | 9        | 345      | .020     | .041     | .067     | -        | -        | -        | -        | -        | -        | -        |
| 2015年 | 23       | 20       | 35       | 609      | .038     | .071     | .128     | -        | -        | -        | -        | -        | -        | -        |
| 2016年 | 14       | 14       | 19       | 501      | .028     | .056     | .094     | -        | -        | -        | -        | -        | -        | -        |
| 2017年 | 13       | 11       | 21       | 412      | .032     | .058     | .109     | -        | -        | -        | -        | -        | -        | -        |
| 2018年 | 5        | 4        | 7        | 195      | .026     | .046     | .082     | -        | -        | -        | -        | -        | -        | -        |
| 2019年 | 3        | 0        | 4        | 75       | .040     | .040     | .093     | -        | -        | -        | -        | -        | -        | -        |
| 2020年 | 1        | 1        | 2        | 65       | .015     | .031     | .062     | -        | -        | -        | -        | -        | -        | -        |
| 2021年 | 0        | 0        | 0        | 21       | .000     | .000     | .000     | -        | -        | -        | -        | -        | -        | -        |
| 2022年 | 0        | 0        | 0        | 23       | .000     | .000     | .000     | -        | -        | -        | -        | -        | -        | -        |
| 2023年 | 0        | 0        | 0        | 17       | .000     | .000     | .000     | 0        | 0        | 1        | 24       | .000     | .000     | .041     |
| 2024年 | 0        | 0        | 1        | 5        | .000     | .000     | .200     | 1        | 1        | 3        | 42       | .024     | .048     | .119     |
| 中央   | 66       | 57       | 98       | 2268     | .029     | .054     | .097     | 1        | 1        | 4        | 66       | .015     | .030     | .090     |
| 地方   | 0        | 0        | 0        | 5        | .000     | .000     | .000     | -        | -        | -        | -        | -        | -        | -        |

- 出典[13]

## エピソード
デビュー10年目となる2023年2月から障害競走に騎乗しているが、挑戦へ向けてアドバイスを受けたのは1年先輩の伴啓太であった。休みとなる月曜日にはオジュウチョウサンも調教していた北総乗馬クラブ（千葉県香取市）に通い、障害騎手の先輩である草野太郎や上野翔らと障害の初期馴致を勉強している。また、翌2024年3月に栗東に移籍した契機は、障害専門騎手として活躍していた小牧加矢太の存在があり、後輩である小牧から障害馬の育成などアドバイスを受けている。